# André Gayot
André Gayot, né le 3 octobre 1929 à Mascara et mort le 5 octobre 2019 à Paris, est un journaliste et critique gastronomique français.

## Biographie
Concomitamment avec ses études supérieures, André Gayot entame en 1949 sa carrière professionnelle à l'ORTF (Office de Radio Télévision Français) où il produit une émission hebdomadaire pour les jeunes. En 1957, il devient correspondant parlementaire pour le quotidien « La Liberté du Massif Central », et entre au quotidien « Paris-Presse » ; puis en 1958 au magazine Jours de France. En 1960, il est nommé Directeur de l’Information de la République du Niger à Niamey où il crée les services de l’information et le quotidien « Le Temps du Niger ». Il fonde à Antanarivo, en 1962, le quotidien « Le Courrier de Madagascar » qu’il dirige pendant cinq ans. Puis il est appelé en Martinique pour créer l’hebdomadaire « France-Antilles Spécial Dimanche », (1967). A Dakar, Sénégal, l’année suivante il est la cheville ouvrière en tant qu’administrateur et directeur de la création du quotidien national « Le Soleil » et des « Nouvelles Imprimeries du Sénégal » qui joueront un rôle important dans l’ouverture et l’expansion de la presse en Afrique Occidentale française. André Gayot a été dépêché en tant que consultant auprès des organes de presse de langue française du Vietnam, Egypte, Mauritanie, Zaïre, Burundi, Iran.
En mars 1969, il fonde avec ses deux amis Henri Gault et Christian Millau, le magazine mensuel Le Nouveau Guide et en 1972 Le Guide de la France GaultMillau. Le guide se développe rapidement en Europe, (Italie, Suisse, Belgique, Allemagne), affichant la volonté de s'opposer au "conservatisme" du guide Michelin, promouvant une présentation artistique des plats, une cuisine plus légère s’affranchissant des lourdeurs anciennes, mettant en valeur produits naturels et proposant de nouvelles techniques. André Gayot participe ainsi à la popularisation de la Nouvelle Cuisine en 1973>,. En 1981, il crée une série de guides aux États-Unis sous le nom de GaultMIllau/Gayot dont 37 titres paraitront chez Simon & Schuster (New York) qui sélectionnent et notent en passant en revue détaillée les plats, le décor, l’ambiance, les vins des meilleurs restaurants des grandes villes des États-Unis, d’Europe et d’Asie. À partir de 2000, les guides paraitront uniquement sous le nom de Gayot à la suite de la rupture définitive avec les nouveaux propriétaires de GaultMillau France dont les fondateurs ne font plus partie. André Gayot a été invité à participer à diverses manifestations internationales autour de la gastronomie.
En 1983, André Gayot fonde à Paris le mensuel Prévention Santé en accord avec Rodale Publications (Emmaüs, Pennsylvanie États-Unis) qui sera repris l’année suivante par Hachette Filipacchi.
En 2002, la version web GAYOT.com créée par son fils Alain et sa fille Sophie, prend le pas sur les livres-papier. Le site GAYOT.com bénéficie d'une bonne reconnaissance dans les médias
Le 7 mai 1979, Léopold Sédar Senghor, Président de la République du Sénégal, en son nom et en celui du Président de la République Française, Valéry Giscard d’Estaing, en présence de Michel Debré ancien premier ministre, a remis à André Gayot les insignes de Chevalier de la Légion d’Honneur pour son action humanitaire et culturelle en Afrique. (Léopold Sédar Senghor père de l’indépendance du Sénégal a laissé outre sa poésie une œuvre littéraire considérable consacré notamment au concept de la négritude basée sur l’affirmation de la culture noire et la revendication de l’identité noire. Il a été élu à l’Académie Française.)
« Pour les services exceptionnels rendus pour la liberté de la presse et l’amitié entre nations» a déclaré l’Ambassadeur de France à Washington Jean-David Levitte en lui les remettant les insignes d’officier de la Légion d’Honneur à New York le 27 avril 2005. Il est également officier de l’Ordre National du Sénégal, de l’Ordre National du Niger et de l’Ordre des Comores. Ancien élève de l’Institut d’Études Politiques, il est titulaire d’une licence en droit et d’un doctorat en Sciences Économiques.